# Elase
A Elase é um clube brasileiro fundado em 26 de maio de 1977. Seu nome advém de Associação dos Empregados da Eletrosul. No início, todos os seus associados advinham do quadro de empregados da Eletrosul Centrais Elétricas, empresa brasileira de geração e distribuição de energia elétrica. Está sediado na cidade de Florianópolis, possuindo instalações nos bairros do Pantanal e da Barra da Lagoa.

## Histórico
A Elase foi fundada em 26 de maio de 1977, sob a denominação Associação dos Empregados da Eletrosul. Seus fundadores foram um grupo de funcionários da Eletrosul, que sentiu a necessidade de estreitar as relações de trabalho e de ocupar o tempo após a jornada diária. 
A partir de 1992, a Elase passou a aceitar associados externos aos quadros da Eletrosul. Isso se deveu à necessidade de equilibrar receitas e despesas, em razão de mudanças na legislação, relacionadas com o funcionamento das associações de funcionários das empresas.
Dessa forma, a ELASE expandiu o seu quadro social, que chegou, em 2008, a 2.359 associados e  4.803 dependentes.

## Estrutura
Trabalham na Elase 39 funcionários. Quanto à estrutura física, o clube dispõe de uma sede social, localizada no bairro do Pantanal, em Florianópolis. Nela, os associados podem aproveitar:
- dois ginásios esportivos
- academia de musculação
- duas quadras polivalentes
- quatro quadras de tênis
- sauna masculina e feminina
- restaurante
- três salões de festas
- churrasqueiras
- play-ground
- uma piscina coberta e aquecida com medidas semi-olímpicas
- duas piscinas infantis.

Nessa sede são oferecidos serviços de fisioterapia, musculação, ginástica localizada e body-combat, judô, voleibol, natação, balé, inglês, yoga, tênis de campo, basquetebol, violão, hidroginástica e futebol de salão.
Além disso, o clube também dispõe de um camping, localizado na praia da Barra da Lagoa, em Florianópolis.